# کشتی تندرو آرام

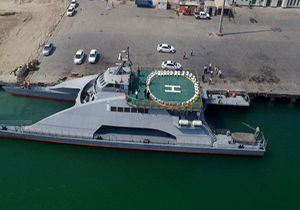
کشتی تندرو آرام

کشتی تندرو آرام  یک کشتی مسافربری-گردشگری ساخت ایران  با گنجایش 100 نفر می باشد که  55 متر درازا، 14 متر پهنا و 10.5 متر بلندی دارد.کشتی آرام نوعی قایق دوبدنه است که نسبت به کشتی های مشابه دارای سرعت بالاتری بوده و میزان مصرف سوخت آن 70 درصد کمتر می باشد.
این گونه شناورهای تندروی آلومینیومی می توانند یک مسیر 18 مایلی را در مدت زمان تقریبی 15 دقیقه طی کنند در صورتی که برای  شناورهای معمولی این مدت زمان در حدود 50 دقیقه می باشد.
همچنین در این گونه شناورهای تندرو معمولاً  از توربین گازی و یا موتور دیزلی به عنوان نیروی پیشران استفاده می گردد.